# FC Gifu
FC Gifu (FC岐阜 (Efu Shī Gifu)) é um clube de futebol da cidade de Gifu, Japão. Atualmente disputa a J3 League, terceira divisão do futebol japonês.

## História
O clube da cidade de Gifu foi fundado em 2002. Em 2007 foi promovido para a nova Japan Football League, depois de bater o Honda Lock SC nos play-offs de promoção. A equipe conquistou o terceiro lugar no final da temporada de 2007, o que significava que se qualificou para a promoção para a J2.League. Em 3 de dezembro de 2007, a J.League aprovou uma promoção para a equipe na temporada de 2008. Desde 2008 na 2ª divisão, em 2019, após crescimento extra campo, o clube não conseguiu refletir isso em resultados e acabou tendo a sua pior temporada na história, sendo pela primeira vez rebaixado para a 3ª divisão.
Em 2020, depois de 12 anos como participante da 2ª divisão japonesa, estreou na 3ª divisão. Apontado como um dos favoritos ao acesso e fazer o "bate-volta" o clube ficou em 6º lugar, não obtendo seu retorno. Por outro lado, sua média de público foi a maior da divisão, com 2.644 torcedores em média por partida. Em 2021 o clube ficou novamente em 6º lugar, enquanto em 2022 o clube ficou apenas em 14º entre 18 clubes. Em 2023, campanha regular, com um 8º lugar. Em 2024 o clube disputa a J3, a 3ª divisão japonesa, pela 5ª temporada consecutiva.

## Escudo
O brasão da equipe foi projetado para representar a prefeitura de Gifu. O topo do escudo representa as cadeias montanhosas da parte norte da prefeitura. As flores são leite chinês ervilhaca , que são a flor da prefeitura. Cada uma das três linhas representa um dos três rios de Kiso que atravessam a prefeitura. O estandarte na base do escudo é o mesmo que o símbolo no capacete do vitorioso clã Tokugawa na Batalha de Sekigahara em 1600.

## Ex-Treinadores
- Tetsuya Totsuka (2006–07)
- Hideki Matsunaga (2007–09)
- Yasuharu Kurata (2010)
- Takahiro Kimura (2011)
- Koji Gyotoku (2012–13)
- Keiju Karashima (2013)
- Ruy Ramos (2014–2016)
- Megumu Yoshida (2016)
- Takeshi Oki (2017–)